# Tatsuya Hori
Tatsuya Hori (堀達也, Hori Tatsuya), né le 22 novembre 1935 à Tomarikeshi (Japon), est un homme politique japonais. Il est gouverneur d'Hokkaidō entre 1995 et 2003 et président du conseil d'administration de l'Université de Sapporo de 2004 à 2008.